# Wypyski
Wypyski – wieś na Ukrainie w rejonie lwowskim (wcześniej w rejonie przemyślańskim) należącym do obwodu lwowskiego.

## Położenie
Na podstawie Słownika geograficznego Królestwa Polskiego i innych krajów słowiańskich: Wypyski to wieś w powiecie przemyślańskim, 7 km na wschód od sądu powiatowego w Przemyślanach.

## Historia
W 1921 wieś liczyła 91 zagród i 546 mieszkańców, w tym 285 Ukraińców, 232 Polaków i 29 Żydów. W 1931 zagród było 98 a mieszkańców 596.
W 1944 nacjonaliści ukraińscy zamordowali Hilarego Moskala, przedwojennego sołtysa wsi narodowości polskiej.